# Seweryn Wysłouch
Seweryn Wiktor Józef Wysłouch (ur. 19 marca 1900 w Pirkowiczach koło Drohiczyna, zm. 28 lutego 1968 we Wrocławiu) – polski profesor, historyk państwa i prawa.

## Życiorys
Edukację do 11 roku życia pobierał w domu, a następnie wstąpił do prywatnego męskiego gimnazjum „Katche’go w Wilnie na ul. Piaskowej. Po wybuchu wojny i ewakuacji w 1915 roku liceum do Rosji, wraca do rodzinnego majątku Pirkowicze, gdzie razem z braćmi pomaga ojcu w jego prowadzeniu. W 1920 roku razem z braćmi wstępuje do wojska, w którym służy od 9 lipca 1920 do 14 kwietnia 1923 roku. Uczestniczy jako szeregowiec piechoty w walkach o Grodno, a później, w szeregach Dywizji Litewsko-Białoruskiej gen. Lucjana Żeligowskiego walczy o Wilno. Po zakończeniu walk z bolszewikami pozostawał nadal w wojsku, gdzie ostatecznie w wieku 23 lat ukończył Wojskowe Kursy Maturalne, po czym wstąpił na studia na Uniwersytecie Stefana Batorego, na Wydziale Prawa i Nauk Społecznych. Już na drugim roku studiów (1925 rok) pełnił obowiązki młodszego asystenta, zaś od roku 1927 został zastępca starszego asystenta przy Katedrze Prawa Narodów. 30 czerwca 1927 uzyskał dyplom magistra praw na USB w Wilnie. Od 1927 do 1939 był pracownikiem naukowym Uniwersytetu Stefana Batorego w Wilnie. 18 stycznia 1932 uzyskał doktorat prawa na USB w Wilnie, natomiast habilitację uzyskał w 1937 roku. Polem jego zainteresowań badawczych była historia i współczesne problemy dawnych ziem Wielkiego Księstwa Litewskiego. W wypadku badań współczesnych wiele miejsca poświęcił mniejszościom narodowym, w tym szczególnie Białorusinom.
Przed wojną poza działalnością naukową angażował się także w politykę i działania samorządowe. W 1934 roku został radnym miejskim Wilna, wybranym z listy Bloku Gospodarczego Odrodzenia Wilna, uzyskując 4 747 głosów. Oprócz tego był członkiem Klubu Włóczęgów Seniorów w Wilnie, utworzonego przez Teodora Nagurskiego i członków pierwszego składu Akademickiego Klubu Włóczęgów Wileńskich. Klub Włóczęgów Seniorów zajmował się propagowaniem idei regionalizmu i tak zwanej krajowości na ziemiach północno-wschodnich II RP. Razem ze Stanisławem Swianiewiczem Wysłouch był autorem głównych tekstów programowych Klubu Włóczęgów Seniorów, które publikowano między innymi na łamach czasopisma „Włóczęga”.
Po wojnie profesor (w 1945) i prorektor (od 1947 do 1952) Uniwersytetu Wrocławskiego. Razem z innymi wileńskimi naukowcami-prawnikami (Iwo Jaworski, Andrzej Mycielski, Adam Chełmoński, Witold Świda, Alina Wawrzyńczykowa) znalazł się w grupie pionierów tworzących Wydział Prawa na Uniwersytecie Wrocławskim. Jego ogromną zasługą na stanowisku prorektora Uniwersytetu Wrocławskiego było uratowanie przed kompletną dewastacją, a następnie remont zabytkowej Auli Leopoldyńskiej w gmachu głównym tej uczelni.  Od 1956 do 1958 dziekan Wydziału Prawa.
W 1948 współorganizator Wystawy Ziem Odzyskanych we Wrocławiu. Założyciel i dyrektor (1949–1953) wrocławskiego oddziału Instytutu Zachodniego, współzałożyciel Instytutu Śląskiego w Opolu, od 1957 do 1960 przewodniczący jego rady naukowej.
Pochowany na Cmentarzu Grabiszyńskim we Wrocławiu.

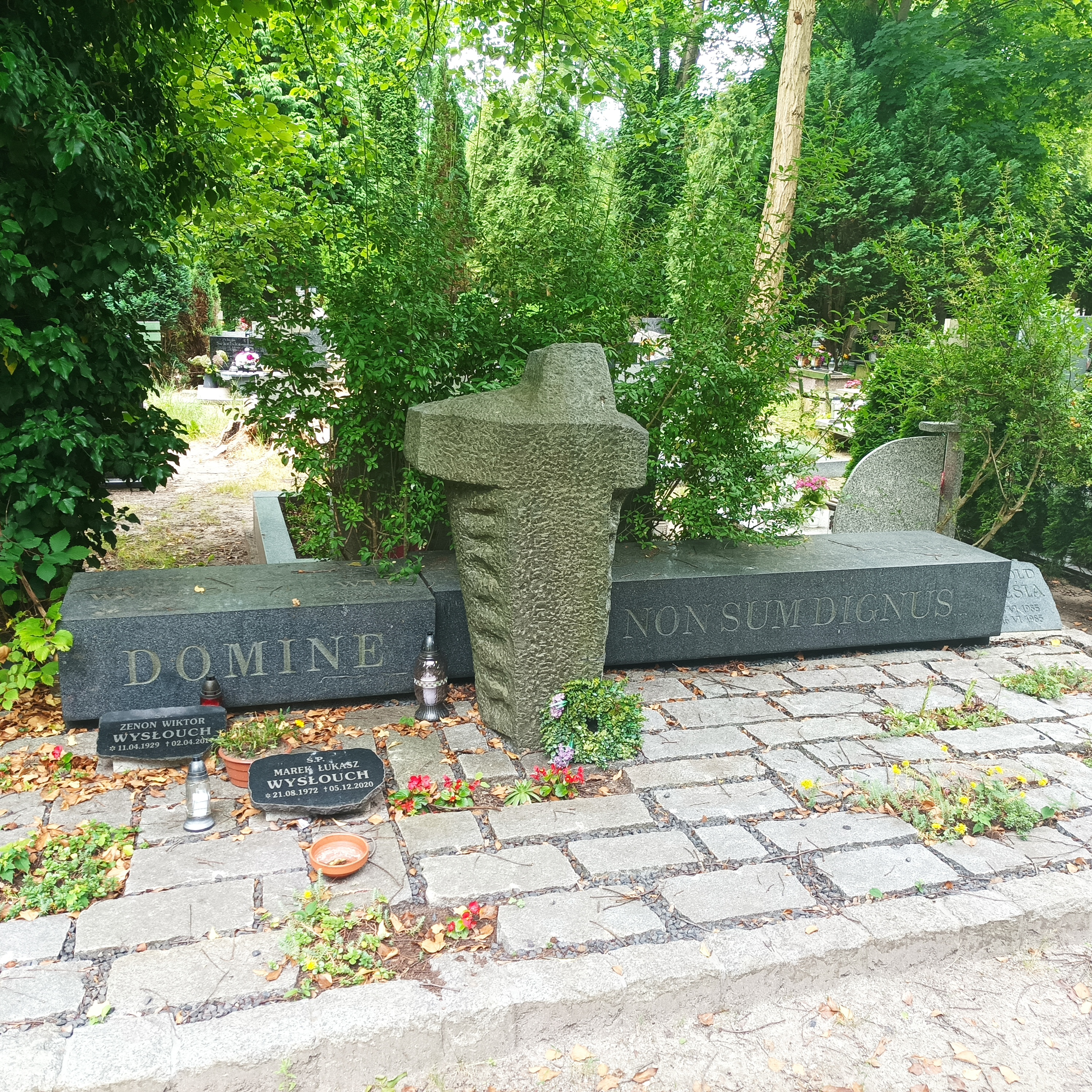
Grób prof. Seweryna Wysłoucha na Cmentarzu Grabiszyńskim

## Wywód genealogiczny
| 4. Antoni Wysłouch h. Odyniec             |  |                                      |  |  |                                |
|                                           |  | 2. Antoni Izydor Wysłouch h. Odyniec |  |  |                                |
| 5. Teofila Andrzeykowicz h. Andrzeykowicz |  |                                      |  |  |                                |
|                                           |  |                                      |  |  | 1. Seweryn Wysłouch h. Odyniec |
| 6. Alfons Skarżyński h. Bończa            |  |                                      |  |  |                                |
|                                           |  | 3. Seweryna Skarżyńska h. Bończa     |  |  |                                |
| 7. Seweryna Cichońska                     |  |                                      |  |  |                                |
|                                           |  |                                      |  |  |                                |